# Lijst van voetbalinterlands Israël - Nederland (vrouwen)
Deze lijst van voetbalinterlands is een overzicht van alle voetbalwedstrijden tussen de nationale vrouwenteams van Israël en Nederland. Israël en Nederland hebben één keer tegen elkaar gespeeld. De wedstrijd was op 27 augustus 1977 in Zaandam. Nederland won met 12-0, tot 2024 de grootste overwinning van Nederland.

## Wedstrijden
| № | Plaats  | Datum            | Competitie        | Wedstrijd          | Uitslag |
| - | ------- | ---------------- | ----------------- | ------------------ | ------- |
| 1 | Zaandam | 27 augustus 1977 | Vriendschappelijk | Nederland − Israël | 12 − 0  |

## Samenvatting
| Competitie        | Totaal gespeeld | Winst Israël | Gelijk | Winst Nederland | Doelsaldo Israël – Nederland |
| ----------------- | --------------- | ------------ | ------ | --------------- | ---------------------------- |
| Vriendschappelijk | 1               | 0            | 0      | 1               | 0 − 12                       |
| Totaal            | 1               | 0            | 0      | 1               | 0 − 12                       |